# Dobra di São Tomé e Príncipe
La nuova dobra è la moneta ufficiale di São Tomé e Príncipe. Il suo codice ISO 4217 è STN ed il suo simbolo è Db.
Dal 1º gennaio 2018 la nuova dobra ha sostituita la Dobra, con codice ISO "STD".
La moneta è divisa in 100 céntimos. La dobra è stata introdotta nel 1977, sostituendo l'escudo alla pari. São Tomé e Príncipe ha firmato un accordo con il Portogallo nel 2009, che collega la dobra con l'euro. Il tasso di cambio è fisso a 1 EUR = 24,50 STN il 1º gennaio 2010.

## Etimologia
La dobra era una moneta d'oro portoghese, multipla dell'escudo, coniata sotto Pietro I (1357-1367) corrispondente all'Écu d'or francese.
La parola portoghese dobra viene da dobrado, cioè doppio e corrisponde alla doppia e alla dobla.

## Monete
Nel 1977 furono introdotte monete da 50 cêntimo e da 1, 2, 5, 10 e 20 dobra. Le monete da 50 cêntimo e da 1 dobra erano in ottone mentre tutte le altre erano in cupronichel, come anche quella da 50 dobra introdotta nel 1990; l'inflazione aveva reso il cêntimo obsoleto.
Nel 1997 furono introdotti i valori maggiori da 100, 250, 500, 1000 e 2000 dobra. Di queste quelle da 100 e 250 dobra erano circolari mentre le altre erano eptagonali con i lati curvi.
Tutte le monete recano lo stemma del paese al dritto ed il valore e il testo "Aumentemos a Produção" al rovescio.
Attualmente sono in circolazione i valori da 10c, 25c, 50c, 1 e 2 nuove dobra.
| N.Dobra | Euro    |
| ------- | ------- |
| 10c     | 0,004 € |
| 25c     | 0,01 €  |
| 50c     | 0,02 €  |
| 1 Db    | 0,04 €  |
| 2 Db    | 0,08 €  |

## Banconote
Nel 1977 furono introdotte da parte del Banco Nacional de São Tomé e Príncipe banconote nei tagli da 50, 100, 500 e 1000 dobra.
Nel 1996 furono introdotti i tagli da 5000, 10 000, 20 000 e 50 000 dobra mentre le banconote di minor valore furono sostituite da monete nel 1997.
Nel 2006 è stata stampata una nuova emissione con nuove caratteristiche anticontraffazione.
Tutte le banconote recano il ritratto di Rei Amador sul fronte.
Le banconote attualmente in circolazione sono quelle da 5, 10, 20, 50, 100 e 200 nuove dobra.
| N.Dobra | Euro   |
| ------- | ------ |
| 5 Db    | 0,20 € |
| 10 Db   | 0,41 € |
| 20 Db   | 0,82 € |
| 50 Db   | 2,04 € |
| 100 Db  | 4,08 € |
| 200 Db  | 8,16 € |

## Serie storica dei cambi
| Data                    | Euro                       | Dollaro statunitense |
| ----------------------- | -------------------------- | -------------------- |
| 1995                    | Non ancora in circolazione | 1 420,30             |
| 1996                    | Non ancora in circolazione | 2 203,20             |
| 1997                    | Non ancora in circolazione | 4 552,50             |
| 1998                    | Non ancora in circolazione | 7 104,05             |
| ottobre 1999            | -                          | 7 200,00             |
| agosto 2004             | 12 002,84                  | -                    |
| marzo 2005              | 11 663,00                  | -                    |
| 25 ottobre 2005 (stima) | 9 275,93                   | 7 665,00             |
| 20 ottobre 2007         | 19 639,90                  | 13 738,50            |
| 1º gennaio 2008         | 20 499,73                  | 14 050,00            |
| 1º gennaio 2010         | 24 500 (fisso)             | 18 623,625           |